# Temporada 1979-80 de los Milwaukee Bucks
La temporada 1979-80 fue la duodécima de los Milwaukee Bucks en la NBA. La temporada regular acabó con 49 victorias y 33 derrotas, ocupando el segundo puesto de la Conferencia Oeste, clasificándose para los playoffs, en los que cayeron en semifinales de conferencia ante los Seattle SuperSonics.

## Elecciones en elDraft
| Ronda | Puesto | Jugador         | Posición  | Nacionalidad   | Universidad |
| ----- | ------ | --------------- | --------- | -------------- | ----------- |
| 1     | 5      | Sidney Moncrief | Escolta   | Estados Unidos | Arkansas    |
| 2     | 31     | Edgar Jones     | Ala-Pívot | Estados Unidos | Nevada      |
| 3     | 52     | Larry Gibson    | Pívot     | Estados Unidos | Maryland    |

## Temporada regular
| División Central    | División Central | División Central | División Central | División Central | División Central | División Central | División Central | División Central |
| Equipo              | G                | P                | %                | PD               | Casa             | Fuera            | Div              |                  |
| ------------------- | ---------------- | ---------------- | ---------------- | ---------------- | ---------------- | ---------------- | ---------------- | ---------------- |
| y-Milwaukee Bucks   | 49               | 33               | .598             | –                | 28–12            | 21–21            | 15–9             |                  |
| x-Kansas City Kings | 47               | 35               | .573             | 2                | 30–11            | 17–24            | 18–6             |                  |
| Chicago Bulls       | 30               | 52               | .366             | 19               | 21–20            | 9–32             | 8–16             |                  |
| Denver Nuggets      | 30               | 52               | .366             | 19               | 24–17            | 6–35             | 10–14            |                  |
| Utah Jazz           | 24               | 58               | .293             | 25               | 17–24            | 7–34             | 9–15             |                  |

## Playoffs

### Semifinales de Conferencia
Seattle SuperSonics vs. Milwaukee Bucks
| Fecha       | Partido                                      | Ciudad    |
| ----------- | -------------------------------------------- | --------- |
| 8 de abril  | Seattle SuperSonics 114, Milwaukee Bucks 113 | Seattle   |
| 9 de abril  | Seattle SuperSonics 112, Milwaukee Bucks 114 | Seattle   |
| 11 de abril | Milwaukee Bucks 95, Seattle SuperSonics 91   | Milwaukee |
| 13 de abril | Milwaukee Bucks 107, Seattle SuperSonics 112 | Milwaukee |
| 15 de abril | Seattle SuperSonics 97, Milwaukee Bucks 108  | Seattle   |
| 18 de abril | Milwaukee Bucks 85, Seattle SuperSonics 86   | Milwaukee |
| 20 de abril | Seattle SuperSonics 98, Milwaukee Bucks 94   | Seattle   |
|             | Seattle SuperSonics gana las series 4-3      |           |

## Estadísticas
| Rk | Jugador            | Edad | P  | PT | MP   | TC  | TCI  | %TC  | T3  | T3I | %T3   | TL  | TLI | %TL  | RO  | RD  | RT  | AS  | RB  | TAP | BP  | FP  | PTS  |
| -- | ------------------ | ---- | -- | -- | ---- | --- | ---- | ---- | --- | --- | ----- | --- | --- | ---- | --- | --- | --- | --- | --- | --- | --- | --- | ---- |
| 1  | Marques Johnson    | 23   | 77 |    | 34.9 | 8.9 | 16.5 | .544 | 0.0 | 0.1 | .222  | 3.8 | 4.8 | .791 | 2.8 | 4.5 | 7.4 | 3.5 | 1.3 | 0.9 | 2.4 | 2.2 | 21.7 |
| 2  | Brian Winters      | 27   | 80 |    | 32.8 | 6.7 | 14.0 | .479 | 0.5 | 1.3 | .373  | 2.3 | 2.7 | .860 | 0.6 | 2.2 | 2.8 | 4.5 | 1.3 | 0.4 | 2.3 | 2.6 | 16.2 |
| 3  | Junior Bridgeman   | 26   | 81 |    | 28.6 | 7.3 | 15.3 | .478 | 0.1 | 0.3 | .185  | 2.8 | 3.3 | .865 | 1.3 | 2.4 | 3.7 | 2.9 | 1.2 | 0.2 | 2.1 | 2.7 | 17.6 |
| 4  | Bob Lanier         | 31   | 26 |    | 28.4 | 5.7 | 10.9 | .519 | 0.0 | 0.0 | 1.000 | 4.3 | 5.5 | .785 | 1.7 | 5.2 | 6.9 | 2.4 | 1.4 | 1.1 | 1.9 | 2.7 | 15.7 |
| 5  | David Meyers       | 26   | 79 |    | 27.9 | 5.1 | 10.5 | .481 | 0.0 | 0.1 | .200  | 2.0 | 3.1 | .634 | 1.8 | 3.9 | 5.7 | 2.8 | 0.9 | 0.5 | 2.3 | 2.8 | 12.1 |
| 6  | Quinn Buckner      | 25   | 67 |    | 25.2 | 4.6 | 9.8  | .467 | 0.0 | 0.1 | .400  | 1.6 | 2.1 | .734 | 1.0 | 2.5 | 3.6 | 5.7 | 2.0 | 0.1 | 2.2 | 3.0 | 10.7 |
| 7  | Kent Benson        | 25   | 56 |    | 24.8 | 3.8 | 7.7  | .494 | 0.0 | 0.0 | .000  | 1.2 | 1.7 | .680 | 1.7 | 4.2 | 5.9 | 2.3 | 1.0 | 1.3 | 1.9 | 3.2 | 8.8  |
| 8  | Sidney Moncrief    | 22   | 77 |    | 20.2 | 2.7 | 5.9  | .468 | 0.0 | 0.0 | .000  | 3.0 | 3.8 | .795 | 2.0 | 2.4 | 4.4 | 1.7 | 0.9 | 0.2 | 1.5 | 1.4 | 8.5  |
| 9  | Harvey Catchings   | 28   | 72 |    | 19.0 | 1.3 | 3.4  | .398 | 0.0 | 0.0 | .000  | 0.5 | 0.9 | .629 | 2.3 | 3.4 | 5.7 | 1.1 | 0.3 | 2.3 | 0.9 | 2.7 | 3.2  |
| 10 | Lloyd Walton       | 26   | 76 |    | 16.4 | 1.4 | 3.2  | .455 | 0.0 | 0.0 | .333  | 0.6 | 0.9 | .690 | 0.4 | 0.8 | 1.2 | 3.8 | 0.6 | 0.0 | 1.5 | 0.9 | 3.6  |
| 11 | Richard Washington | 24   | 75 |    | 14.6 | 2.6 | 5.6  | .468 | 0.0 | 0.0 |       | 0.6 | 1.0 | .605 | 1.3 | 2.4 | 3.7 | 0.7 | 0.3 | 0.6 | 0.8 | 2.2 | 5.9  |
| 12 | Pat Cummings       | 23   | 71 |    | 12.7 | 2.6 | 5.2  | .505 | 0.0 | 0.0 |       | 1.3 | 1.7 | .764 | 1.1 | 2.2 | 3.4 | 0.7 | 0.3 | 0.2 | 1.0 | 2.0 | 6.6  |

## Galardones y récords
| Jugador         | Galardón                               |
| Marques Johnson | 2.º Mejor quinteto de la NBA All-Star  |
| Quinn Buckner   | 2.º Mejor quinteto defensivo de la NBA |